# Saint-Jacques (Québec)
Pour les articles homonymes, voir Saint-Jacques.
Saint-Jacques est une municipalité du Québec (Canada), située dans la municipalité régionale de comté (MRC) de Montcalm dans la région administrative de Lanaudière. Elle est considérée comme l'une des quatre municipalités de la Nouvelle-Acadie.

## Histoire
Saint-Jacques-de-l'Achigan fut fondée en 1774 par des colons acadiens venus de Boston après la déportation des Acadiens.
Les premiers Acadiens sont arrivés en 1770 et ils ont fondé une paroisse qu'ils nommèrent Saint-Jacques-de-la-Nouvelle-Acadie.
Le tournage du film La Passion d'Augustine de Léa Pool s'est déroulé au couvent des sœurs Sainte-Anne durant l'été 2014.

## Géographie
La rivière Ouareau délimite le nord-ouest de la municipalité y coule vers l'est. À partir de son crénon dans sud-ouest de la municipalité, le ruisseau Saint-Georges coule vers le sud-est et délimite le sud de la municipalité.

## Démographie
| 2001  | 2006  | 2011  | 2016  | 2021  |
| ----- | ----- | ----- | ----- | ----- |
| 3 692 | 3 706 | 4 021 | 3 971 | 4 302 |

## Administration
Maire : Pierre La Salle 2013-2017
Conseil Municipal:
- Siège no 1: Mme Sophie Racette 2013-2017
- Siège no 2: Mme Isabelle Marsolais 2013-2017
- Siège no 3: M. Michel Lachapelle 2013-2017
- Siège no 4: M. Claude Mercier 2002-2017
- Siège no 5: M. François Leblanc 1990-2017
- Siège no 6: Mme Josyanne Forest 2013-2017

Les élections municipales se font en bloc pour le maire et les six conseillers.
| Saint-Jacques Maires depuis 2002                                                                                     |                 |         |          |
| Élection | Maire           | Qualité | Résultat |
| 2002 | Pierre Beaulieu |         | Voir     |
| 2005 | Pierre Beaulieu | Voir    |          |
| 2009 | Pierre Beaulieu | Voir    |          |
| 2013 | Pierre La Salle |         | Voir     |
| 2017 | Pierre La Salle | Voir    |          |
| mars 2019 | Josyanne Forest |         | Voir     |
| 2021 | Josyanne Forest | Voir    |          |
| Élection partielle en italique Depuis 2005, les élections sont simultanées dans toutes les municipalités québécoises |                 |         |          |

## Attractions locales
Saint-Jacques est l'hôte des Fêtes gourmandes de Lanaudière depuis 2004. Au départ situées au Parc Aimé-Piette, elles ont maintenant lieux sur le terrain du Collège Esther-Blondin. Il est possible d'y déguster les produits locaux tels que ceux de Cochons Cent Façons ou de Créations et saveurs, artisans de la localité.
Saint-Jacques détient la salle de spectacle Julie-Pothier qui se trouve au Collège Esther-Blondin. Cette salle, qui peut accueillir 512 places, a trois loges, un salon, un coin de traiteur et une salle de réception.

## Éducation
La Commission scolaire des Samares administre les écoles francophones:
- École de Grand-Pré[7]
- École Saint-Louis-de-France[8]

La Commission scolaire Sir Wilfrid Laurier administre les écoles anglophones:
- École primaire Joliette à Saint-Charles-Borromée[9]
- École secondaire Joliette à Joliette[10]

## Personnalités
- Francis Cassidy, avocat, homme politique et maire de Montréal en 1873.
- Bernard Landry, premier ministre du Québec 2001-2003.
- Marcel Dugas, écrivain et poète 1883-1947
- Gisèle Ricard, compositrice